# Alexander Porfirjewitsch Torschin

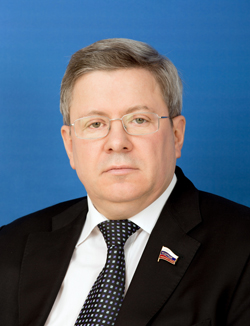
Alexander Porfirjewitsch Torschin, 2013

Alexander Porfirjewitsch Torschin (russisch Алекса́ндр Порфи́рьевич То́ршин; * 27. November 1953 in der Siedlung Mitoga, Ust-Bolscherezki rajon, Oblast Kamtschatka) ist ein russischer Politiker, Wirklicher Staatsrat 1. Klasse der Russischen Föderation. Er stammt aus der autonomen Republik Mari El und ist ein führendes Mitglied der regierenden Partei Einiges Russland. Er soll auch eine Rolle in der Russischen Mafia spielen.

## Biographie
Im Jahr 1978 schloss Torschin ein Studium der Rechtswissenschaften an der Moskauer Staatlichen Juristischen Universität mit Auszeichnung ab.
Von 1992 bis 1993 war er als Berater des Leiters der Präsidialverwaltung, anschließend bis 1995 stellvertretender Abteilungsleiter im Ministerrat der Russischen Föderation tätig.
Von 2001 bis 2015 war Mitglied des Föderationsrates, dem Oberhaus des russischen Parlaments.
Vom 21. Januar 2015 bis zum 30. November 2018 bekleidete Torschin den Posten des Staatssekretärs und stellvertretenden Vorsitzenden der Zentralbank Russlands.

## Ermittlungen in Spanien
Spanische Ermittler entdeckten 2016 Verbindungen zwischen Torschin und Alexander Romanow, dem Anführer der Tambowskaya-Bande, der in Spanien verhaftet und im Mai 2016 zu vier Jahren Haft verurteilt wurde. Torschin war angeblich beteiligt an Geldwäsche für die Bande. Spanische Nachrichtendienstler hörten Gespräche ab, die nahelegten, dass Romanow Anweisungen von Torschin folgte. Spanien beschlagnahmte sein Vermögen.

## US-Sanktionen
Im April 2018 setzte die US-amerikanische Regierung Torschin auf eine Sanktionsliste.